# Georg Wilhelm Friedrich Hegel
Georg Wilhelm Friedrich Hegel (Stuttgart, 27. kolovoza, 1770. – Berlin 14. studenog, 1831.) je njemački filozof i s Fichteom te Schellingom jedan od predstavnika Njemačkog idealizma.
Hegel je utjecao na pisce široko različitih položaja uključujući njegove poklonike (Bauer, Marx, Bradley, Sartre, Küng) i njegove kritičare (Schelling, Kierkegaard, Schopenhauer, Nietzsche, Heidegger). Hegel je raspravljao, možda čak i kao prvi, o odnosu između prirode i slobode, imanencije i transcendencije i ujedinjavanju tih dualnosti bez eliminiranja obaju pola ili reduciranja jednog na drugog. Njegovi utjecajni koncepti su spekulativna logika ili "dijalektika", "apsolutni idealizam", "dijalektika Gospodara/Roba", "etički život" te važnost povijesti.

## Najvažnije značajke Hegelove filozofije
- 1.) Dijalektičko je mišljenje  negacija neposredno danog. Pojmovni preokret kao dijalog duha sa samim sobom odgovara dijalektici bivanja umne zbilje svijeta.
- 2.) Panlogizam kao krajnji izraz racionalizma pretpostavlja identitet povijesnog i logičkog reda.
- 3.) Racionalizam prenaglašava racionalnu sferu, te za ljubav sistematičnosti i cjeline neminovno zanemaruje voljne, intuitivne, emotivne i uopće iracionalne komponente u životu čovjeka.

Svrha je cjelina, a pojedinci su samo sredstvo u službi lukavstva uma svjetske povijesti.

## Ideja je bit svega
Ideja je Hegelu bit svega. Ideja, um, umnost ono je osnovno, bit i bitak svega. To apsolutno, sveobuhvatno, sveopća bit svijesti i svijeta, duha i prirode, subjekta i objekta, razvija se tako da tek na kraju procesa dolazi do svijesti o sebi. Tek na svršetku ono je što doista jest.
Spoznaja je moguća, smatra Hegel, tek uz tu pretpostavku identiteta svijesti i svijeta. Da subjekt spozna i pronikne objekt, te da čovjek u svijetu djeluje svrhovito i smisleno, moguće je jedino ako su subjekt i objekt u svojoj biti istovjetni, ako prirodu i čovjeka prožima ista umna osnova.
Umnost i zbilja dakle istovjetni su, jedinstveni u svom temelju. Hegel zato i insistira na tome "da se ono istinito shvati i izrazi ne samo kao supstancija nego i kao subjekt.
Svijet prožima jedinstvena zakonitost.
Zakonitost po kojoj se odvija spoznavanje ujedno je i zakonitost zbilje. Logika je tako Hegelu isto što i ontologija.

## Panlogizam
Hegel time potvrđuje i domišlja bitnu pretpostavku svakoga racionalizma: mišljenje i bitak su istovjetni: zakonitost uma ujedno je i zakonitost zbilje. Ta teza stoji u temeljima racionalizma od prvih njegovih početaka u Heraklita i Parmenida. Možemo je zatim pratiti u Platona i stoika, a tu su i ostali. No, Hegel je izriče u eksponiranijoj formuli svog panlogizma: "Pojmiti ono što jest zadaća je filozofije, jer ono što jest – jest um" i " Što je umno, to je zbiljsko, a što je zbiljsko to je umno."
Ali svaka egzistencija nije zbiljnost (nije zbilja, nije zbiljska). Hegel razlikuje pojavu i zbiljnost. Egzistencija je dijelom pojava (slučajna – prolazna egzistencija, ono što je samo moguće, pa može i ne biti kao što jest), a dijelom je zbiljnost – nužni bitak, što u sebi sadrži bit.
Dok se u običnom životu ta distinkcija pojave i zbilje ne provodi, filozof je mora imati u vidu. Ideja je ono zbiljsko. Hegel uvijek traži ideju, ono umno, misao kao osnovu, bit što se u svemu ostvaruje.

## Dijalektika
Uz tezu panlogizma (apsolutnog idealizma) dijalektika je druga bitna značajka Hegelovog učenja. Ona prožima sav njegov filozofski sustav. Dijalektika u Hegela nije samo metoda, posebno ne samo kakva vanjska vještina, nego "duša i pojam sadržaja": ona je sveobuhvatna znanost po kojoj se sve zbiva. U svemu Hegel otkriva dvostrukost subjektivnog i objektivnog: tokovi svijesti paralelni su s tokovima svijeta. Dijalektika je tako logika, ali i ontologija. Dijalektika je put samorazvoja apsolutne ideje.

### Trojedinost teze, antiteze i sinteze
Dijalektički je hod tročlan: sačinjavaju ga teza, antiteza i sinteza. Ti se momenti trijada imenuju i kao postavljenost, negacija i negacija negacije.
- Teza je prvi stupanj jednostavnog postavljanja, proizvoljne određenosti pojma;
- antiteza je drugi stupanj – stupanj negacije, razlikovanja, suprotstavljanja, sukoba;
- sinteza odnosno negacija negacije, ukidanje negacije – afirmacija, treći je stupanj – stupanj posredovanja koji uključuje prva dva određenja i istovremeno ukida njihove suprotnosti u jednom višem jedinstvu.

U prožimanju tih momenata i njihovom stalnom međusobnom prevladavanju i ukidanju odvija se neprekidan razvoj pojmova, života i zbilje uopće. Svaki niži stupanj ukinut je, očuvan i prevladan (nadmašen) višim stupnjem.
Ulogu sinteze u "shemi trojedinstva" objašnjava Windelband kao prevladavanje različitosti između afirmacije (pozicije) i negacije (drugobitka).
"Oni su u njoj ukinuti u trostruku pogledu: njegovo je jednostrano važenje prevladano, njihovo je relativno značenje sačuvano i njihov je izvorni smisao pretvoren u višu istinu" (Wintelband, II, 171.)
Trostruki smisao Hegelova termina "ukinuti" slično tumači i poznati komentator Hegela Alexandre Kojeve u svojoj knjizi "Kako čitati Hegela":
Sinteza nije završetak, nego tek nova teza za novu antitezu k novoj sintezi, itd., dakle početak tročlanog niza.

### Dijalektika samopostavljanja bitka
Dijalektika za Hegela nije neka vanjska vještina, već imanentno izvođenje bitka samog, samorazvitak zbilje, subjekta, onog umnog. Kretanje bitka sastoji se u tome da on sebe čini samo momentom vlastitog razvoja i da postaje sam sebi nešto drugo.
Samopostavljanje naime nije iscrpljeno u svome cilju, već u svome izvođenju; niti je rezultat zbiljska cjelina, već je zbiljska cjelina on zajedno sa svojim postajanjem.
Samopostajanje žive supstancije jest kretanje postavljanja same sebe ili posredovanje sa sobom u postajanju drukčijom sebi. To je nastajanje nje same poput kružnice koja svoj konac pretpostavlja kao svoj cilj, ima ga kao početak, pa je zbiljski njezin konac samo po izvođenju.
Ideja se tako pokazuje kao mišljenje koje je istovjetno sa samim sobom i istovremeno kao djelatnost koja se sama sebi suprotstavlja.

### Dijalektika-moć negativnog mišljenja
Marx kaže da je Hegelova proturječnost vrelo svekolike dijalektike.
"Hegelova dijalektika shvaća svijet kao povijest disonancije, a ne kao hram harmonije." (E. Bloch).
H. Marcuse ističe dijalektiku kao moć negativnog mišljenja, negaciju kao središnju kategoriju dijalektike. Doista, proturječje je pokretač dijalektičkog napretka.
Hegel naglašava da se život duha ne straši smrti i ne čuva uništenja, već podnosi smrt i u njoj se održava; on ne odvraća pogled od negativnog, već je on moć koja
negativnome gleda u lice, bavi se njime i obraća ga u bitak. Ta moć duha jest subjekt – "duh je beskonačna subjektivnost Ideje".
Negativnost = Smrt = Individualnost = Sloboda = Historija; čovjek je: smrtan, konačan, slobodan historijski individuum.

## Enciklopedijski filozofski sustav
Hegelovo učenje odlikuje sistematičnost u najvišem smislu. Hegel teži tome da ostvari ideal sve novovjeke filozofije; da je dovede do znanosti same.
Istina je cjelina, a nije komad novca koji se gotov može dati i primiti. Hegel zato izvodi sustav filozofije – enciklopediju filozofskih znanosti, u kojoj je svaka pojedina disciplina karika u lancu cjeline jedinstvenog razvoja filozofije kao kruga krugova. On prati samorazvoj ideje od apstraktne logičke ideje, koja je ponajprije golo biće = sve = ništa, sve do svijesti ideje o samoj sebi u filozofiji kao najvišem obliku apsolutnog duha.

### Logika
Logika je, kaže Hegel, znanost o čistoj ideji, tj. o ideji u najapstraktnijem elementu mišljenja. Ona prati samorazvoj apstraktne ideje, tj. razvoj čistih pojmova, neovisno o prirodi i duhu.
Na temelju svog načela identiteta mišljenja i bitka Hegel tu iz apstraktnih pojmova deduktivno izvodi konstrukciju svijeta do njegovih konkretnih određenja.

### Filozofija prirode
Priroda je drugobitak, negacija ideje; otpor – opreka – antiteza – suprotstavljanje. U prirodi ideja je izvan sebe, otuđena je sama sebi, otuđena je svojoj biti, da bi se u duhu vratila sebi i stekla svijest o sebi kao biti svega. Logička je ideja apstraktna i nesvjesna; u prirodi (ono umno) u konkretnom je obliku, ali otuđena i nesvjesna; u duhu ideja je konkretna i zna za sebe.

### Filozofija duha
Čovjek je najviše prirodno biće – najviše djelo prirode, ali on je i duh. Stupnjevi su duha subjektivni, objektivni i apsolutni duh.
Pravo – moralitet – ćudorednost oblici su objektivnog duha. Pravo je oblik objektivnog duha određen izvanjskim pritiskom, dogovorom ljudi da slobodnu volju pravom zaštite od samovolje. Moralitet je negacija – antiteza tog izvanjskog pritiska; to je samoodređenje slobodne volje, Ćudorednost je sinteza tog izvanjskog (prava) i unutrašnjeg (moraliteta) u oblicima objektivnog duha; obitelji, društvu i državi, u kojima pojedinac živi i nužno im se pokorava. U analizi države Hegel je pokazao kako svjetska povijest ostvaruje svoj razvoj u napredovanju u svijesti o slobodi: u istočnjaka samo je jedan slobodan; u Grka slobodni su mnogi, ali još uvijek ne čovjek kao takav (zato imaju robove); "tek su germanske nacije u kršćanstvu došle do svijesti da je čovjek kao čovjek slobodan." (G.W.F. Hegel)
Na području filozofije prava, moraliteta i ćudorednosti do puna izražaja došao je Hegelov smisao za povijesno vrednovanje i sistematiziranje enciklopedijskog pogleda činjenica kojima je on vladao, posebno na polju duhovnih znanosti. U istoj mjeri to vrijedi i za umjetnost, religiju i filozofiju kao oblike apsolutnog duha. Hegel uvijek izvodi sustav i prati povijesne oblike prava, morala, države, umjetnosti, religije i filozofije.

### Apsolutni duh
Apsolutni duh ozbiljuje se u umjetnosti u obliku zora, tj. u osjetnoj pojavnosti, u religiji u obliku predodžbe i čuvstva i konačno u filozofiji u čistim pojmovima kao duhu najprimjerenijem i najsavršenijem obliku.
Hegelova predavanja iz estetike obrađuju:
- 1.) ideju umjetnički lijepog ili ideal,
- 2.) razvoj ideala u posebne oblike umjetnički lijepog i
- 3.) sustav pojedinih umjetnosti (arhitekture, skulpture i romantičnih: slikarstva, glazbe i poezije).

Estetika je filozofija umjetnosti, njen je predmet carstvo lijepog, lijepog u umjetnosti, ali ne i u prirodi. Lijepo je osjetilni privid ideje.
Odatle i zahtjevi koji se postavljaju pred umjetnošću: da sadržaj umjetničkog prikazivanja bude pogodan za prikazivanje, odnosno da ne bude apstrakcija, te da i oblikovanje bude konkretno i pojedinačno. Ideja i njeno oblikovanje trebaju biti primjereni jedno drugom.

Hegel razlikuje tri odnosa ideje prema svome oblikovanju: simbolična je umjetnička forma više 

Ideja je tu apstraktna i neodređena, traži svoj lik i ima ga izvan sebe u osjetilnoj građi. Slaganje ideje i lika ostaje uvijek nepotpuno. Simbolička forma najadekvatnije se očituje u arhitekturi. 
Klasična umjetnost ima kao svoj sadržaj i oblik i ideal. Ona dosiže ideal ljepote, a najizrazitije se očituje u kiparstvu. Nedostatak je klasične umjetnosti što je duh ovdje ljudski, partikularan, a ne apsolutan, vječan, ne čista duhovnost.
Filozofija je najviši oblik apsolutnog duha. To je apsolutna spoznaja apsoluta, zaključak umnog razvoja ideje. Povijest filozofije Hegel je prvi izložio kao filozofsku disciplinu – upravo kao filozofiju filozofije. Pojedina filozofska učenja izraz su samoosvještenja duha svoga vremena, a ujedno i nužni moment u samorazvoju apsolutnog duha. Slijed filozofskih sustava u vremenskom toku povijesti istovjetan je sa slijedom logičke dedukcije pojmovnih određenja ideje – kako ih je Hegel dao u svojoj Logici.

## Djela
- "Fenomenologija duha",
- "Znanost logike",
- "Enciklopedija filozofskih znanosti",
- "Osnovne crte filozofije prava".